# Craig Johnston
Craig Johnston (ur. 25 czerwca 1960 w Johannesburgu, RPA) –  australijski piłkarz, grający na pozycji napastnika. Występował między innymi w Liverpool F.C.